# Astutuli, eine bairische Komödie
Astutuli è una commedia "bavarese" di Carl Orff. Della breve durata di circa 50 minuti, l'opera fu rappresentata per la prima volta il 20 ottobre 1953 nel Münchner Kammerspiele di Monaco di Baviera.